# Vorlesungsverzeichnis
Das Vorlesungsverzeichnis (VV) (veraltet: Lektionskatalog) ist die Zusammenstellung der für das Semester an einer Hochschule angebotenen Lehrveranstaltungen.
Oftmals werden auch kommentierte Vorlesungsverzeichnisse angeboten, die kurze Beschreibungen der Veranstaltungen enthalten, manchmal auch Hinweise auf wichtige Literatur zum Thema o. Ä. Vorlesungsverzeichnisse werden von der Hochschule selbst bzw. von den einzelnen Fakultäten, Fächern oder Instituten herausgegeben; sie enthalten oft auch eine Auflistung des an der Hochschule tätigen Personals (als Personal- und Vorlesungsverzeichnis, PVV) mit Angabe der Kontaktdaten und anderen für Studierende wichtigen Angaben (Sprechstunden, Sekretariate usw.). An manchen Hochschulen werden kommentierte Vorlesungsverzeichnisse auch von den Fachschaften der einzelnen Fächer oder sonstigen studentischen Vertretungen herausgegeben. 
Zunehmend werden zwar gedruckte Vorlesungsverzeichnisse durch im Internet oder (so im Falle vieler US-Universitäten) auch nur in Intranets publizierte ersetzt, womit sie meist die Form von in Campus-Management-Systeme eingebetteten „digitalen Strukturbäumen“ erhalten. Die Folgen dieser Entwicklung für Funktionalität und Lektüre sind noch nicht erforscht. Mittlerweile werden aber auch wieder Kommentierte Vorlesungsverzeichnisse als gedruckte Papierbroschüren vorgesehen, um der Unübersichtlichkeit digitaler Hochschulinformationssysteme entgegenzuwirken.